# Ostomalynus ovalis
Ostomalynus ovalis là một loài bọ cánh cứng trong họ Trogossitidae. Loài này được Kireitshuk & Ponomarenko miêu tả khoa học năm 1990.